# NGC 363
NGC 363 je galaksija u zviježđu Kit.

## Vanjske poveznice
- SEDS: NGC 363